# Піліон (Південна Кароліна)
Піліон (англ. Pelion) — місто (англ. town) в США, в окрузі Лексінгтон штату Південна Кароліна. Населення — 631 особа (2020).

## Географія
Піліон розташований за координатами 33°47′5″ пн. ш. 81°15′35″ зх. д. / 33.78472° пн. ш. 81.25972° зх. д. (33.784837, -81.259738).  За даними Бюро перепису населення США в 2010 році місто мало площу 9,55 км², з яких 9,32 км² — суходіл та 0,23 км² — водойми.

## Демографія
Згідно з переписом 2010 року, у місті мешкали 674 особи в 219 домогосподарствах у складі 169 родин. Густота населення становила 71 особа/км².  Було 239 помешкань (25/км²).
Расовий склад населення:
| - 93,2 % — білих - 1,5 % — чорних або афроамериканців - 0,7 % — азіатів - 3,4 % — осіб інших рас |

До двох чи більше рас належало 1,2 %. Частка іспаномовних становила 5,6 % від усіх жителів.
За віковим діапазоном населення розподілялося таким чином: 28,9 % — особи молодші 18 років, 58,8 % — особи у віці 18—64 років, 12,3 % — особи у віці 65 років та старші. Медіана віку мешканця становила 34,8 року. На 100 осіб жіночої статі у місті припадало 89,3 чоловіків;  на 100 жінок у віці від 18 років та старших — 90,1 чоловіків також старших 18 років.
Середній дохід на одне домашнє господарство  становив 72 256 доларів США (медіана — 61 250), а середній дохід на одну сім'ю — 74 919 доларів (медіана — 64 375). Медіана доходів становила 42 731 долар для чоловіків та 36 875 доларів для жінок. За межею бідності перебувало 15,5 % осіб, у тому числі 13,9 % дітей у віці до 18 років та 8,6 % осіб у віці 65 років та старших.
Цивільне працевлаштоване населення становило 372 особи. Основні галузі зайнятості: освіта, охорона здоров'я та соціальна допомога — 22,3 %, виробництво — 14,5 %, роздрібна торгівля — 14,2 %.